# 新亚美利加-达科利纳
新亚美利加-达科利纳（葡萄牙語：Nova América da Colina）是巴西巴拉那州的一个市镇。总面积129.476平方公里，总人口3358人，人口密度25.9人/平方公里。